# Ixodes australiensis
Ixodes australiensis (лат.) — вид клещей рода Ixodes из семейства Ixodidae. Австралия: Западная Австралия и Тасмания. Паразитируют на сумчатых млекопитающих (кенгуровые крысы, короткохвостые кенгуру), а также на крупном рогатом скоте, собаках, и человеке. Вид был впервые описан в 1904 году зоологом Л. Г. Ньюманном (Neumann, L. G. 1904).
В 2018 году зарегистрировано сообщение о первом заражении и питании человека местным видом клещей Ixodes australiensis в Австралии на основе образца, собранного у взрослого мужчины.
В клещах Ixodes australiensis и Amblyomma triguttatum, собранных с кенгуру в Западной Австралии обнаружены паразиты пироплазмы (внутриэритроцитарные простейшие), которые обычно передаются клещами и являются возбудителями пироплазмоза у животных и людей во всем мире. Приблизительно 7,6 % клещей I. australiensis были положительны на пироплазмы рода Theileria.
После укуса вместе с усилением анафилаксии клещь вызывает у людей аллергию на мясо млекопитающих.